# Atós Bajo
Atós Bajo (en aragonés Atós Baixo) es una localidad despoblada española perteneciente al municipio de Sabiñánigo, en la comarca del Alto Gállego, provincia de Huesca, Aragón.

## Geografía
Se sitúa en el valle del río Guarga, y el barranco de Atós, tributario de éste. La zona es también conocida como la Guarguera.

## Historia
Estrechamente ligado al pueblo de Atós Alto, hoy día también deshabitado, pero históricamente de mayor entidad. 
Actualmente se trata de una propiedad privada de uso temporal y rehabilitada.